# Clássico Vovô do Sul Fluminense
O Clássico Vovô do Sul Fluminense é a rivalidade futebolística entre as equipes do Barra Mansa Futebol Clube e do Resende Futebol Clube.[carece de fontes?]

## História
O primeiro confronto das duas equipes aconteceu em 3 de junho de 1917, quando o Leão do Sul saiu derrotado. No entanto, no domingo seguinte (10/6/1917), houve uma revanche e, dessa vez, o time do Barra Mansa venceu, como registrado no jornal da época “ Cartão Postal”.
A primeira partida profissional entre Barra Mansa e Resende, ocorreu em 10 de julho de 1934, quando se enfrentaram pela Liga Sportiva Sul-Fluminense. De lá, até hoje, foram 15 jogos oficiais. Considerando apenas os jogos disputados em competições oficiais e profissionais, Barra Mansa leva vantagem sobre o Resende. São 8 vitórias para o Barra Mansa, 4 empates e 3 vitórias para o Resende.

## Confrontos (Jogos Oficiais)
| Nº | Data       | Placar                    | Local                                      | Competição                    | Ref.                |
| -- | ---------- | ------------------------- | ------------------------------------------ | ----------------------------- | ------------------- |
| 1  | 10/07/1934 | Resende 0 x 2 Barra Mansa |                                            | Liga Sul-Fluminense           | [carece de fontes?] |
| 2  | 1953       | Barra Mansa 4x0 Resende   |                                            | Campeonato Fluminense         | [carece de fontes?] |
| 3  | 1953       | Resende 2x1 Barra Mansa   |                                            | Campeonato Fluminense         | [carece de fontes?] |
| 4  | 1954       | Resende 1x0 Barra Mansa   |                                            | Campeonato Fluminense         | [carece de fontes?] |
| 5  | 1954       | Barra Mansa 1x0 Resende   |                                            | Campeonato Fluminense         | [carece de fontes?] |
| 6  | 1954       | Resende 0x1 Barra Mansa   |                                            | Campeonato Fluminense         | [carece de fontes?] |
| 7  | 1954       | Barra Mansa 3x2 Resende   |                                            | Campeonato Fluminense         | [carece de fontes?] |
| 8  | 1965       | Resende 2x2 Barra Mansa   |                                            | Copa Vale do Paraíba          | [carece de fontes?] |
| 9  | 1965       | Barra Mansa 5x1 Resende   |                                            | Copa Vale do Paraíba          | [carece de fontes?] |
| 10 | 1967       | Barra Mansa 2x1 Resende   |                                            | Copa Vale do Paraíba          | [carece de fontes?] |
| 11 | 1968       | Barra Mansa 0x1 Resende   |                                            | Copa Vale do Paraíba          | [carece de fontes?] |
| 12 | 1968       | Resende 0x1 Barra Mansa   |                                            | Copa Vale do Paraíba          | [carece de fontes?] |
| 13 | 3/11/1968  | Resende 1x3 Barra Mansa   | Resende                                    | Final da Copa Vale do Paraíba | [ 1 ]               |
| 14 | 10/11/1968 | Barra Mansa 0x0 Resende   | Barra Mansa                                | Final da Copa Vale do Paraíba | [ 1 ]               |
| 15 | 1975       | Resende ?x? Barra Mansa   |                                            | Copa Vale do Paraíba          | [carece de fontes?] |
| 16 | 25/02/2015 | Barra Mansa 1 x 1 Resende | Estádio Raulino de Oliveira, Volta Redonda | Campeonato Carioca            | [ 3 ]               |